# Sandro Salvioni
Pour les articles homonymes, voir Salvioni.
Sandro Salvioni, né le 8 octobre 1953 à Gorlago, est un footballeur italien devenu entraîneur.

## Biographie
À 47 ans, cet ancien joueur professionnel dans son pays (28 matches en série A et 208 en série B), qui s'occupait depuis six ans de l'équipe réserve de Parme (D1 italienne), prend en main l'OGC Nice, nommé par Federico Pastorello, alors président délégué du club.
Après une saison 2000-2001 difficile en D2 française, il permet à l'OGC Nice d'accéder à la première division en 2002, après une saison remarquable de la part des Aiglons.
Salvioni partira durant l'intersaison pour aller entraîner Cosenza en Serie B italienne en cours de saison 2002-2003, où après 6 points en 7 matchs il est limogé.
En 2003-2004, il prend les rênes du Hellas Vérone (Serie B), où il sera limogé en cours de saison.
Il enchaîne les clubs de Serie C et D dans le championnat italien, avant de rejoindre le championnat suisse avec Lugano. En cours de saison 2016, il rejoint le club de Monza en Serie D et ne sera pas reconduit.